# Limnophora annandalei
Limnophora annandalei är en tvåvingeart som först beskrevs av Malloch 1921.  Limnophora annandalei ingår i släktet Limnophora och familjen husflugor.
Artens utbredningsområde är Thailand. Inga underarter finns listade i Catalogue of Life.